# 616 a.C.

## Eventos
- 41a olimpíada:[1]
  - Cleondas de Tebas, vencedor do estádio
  - Introduzida a luta de boxe para meninos. O vencedor foi Filotas de Síbaris
- Neco, filho de Psamético, torna-se faraó do Egito. Ele reinou por dezesseis anos.[2]